# El Chivo, Guerrero
El Chivo är en ort i Mexiko.   Den ligger i kommunen Zirándaro och delstaten Guerrero, i den södra delen av landet, 230 km sydväst om huvudstaden Mexico City. El Chivo ligger 244 meter över havet och antalet invånare är 141.
Terrängen runt El Chivo är huvudsakligen kuperad, men den allra närmaste omgivningen är platt. El Chivo ligger nere i en dal. Runt El Chivo är det glesbefolkat, med 8 invånare per kvadratkilometer. Närmaste större samhälle är Zirándaro, 10,0 km norr om El Chivo. I omgivningarna runt El Chivo växer huvudsakligen savannskog.